# António Mouro
Anthonis Mor van Dashorst (Utrecht, 1516 — Antuérpia, 1576), em português "António Mouro" (português europeu) ou "Antônio Mouro" (português brasileiro), Antonio Moro, mais conhecido internacionalmente por Anthonis Mor, como assinou em maior parte das suas obras. Foi um pintor quase exclusivo de retratos holandês, muito requisitado nas cortes europeias no seu tempo.

## Princípio da vida, e educação
Pouco se sabe sobre a sua vida, e não se conhece ao certo a data do seu nascimento, estando posicionada entre 1516 e 1520. Ele terá iniciado o seus estudos artísticos com Jan van Scorel segundo o que se sabe.

## Primeiras Obras
Um dos seus primeiros trabalhos conhecidos é um retrato que está atualmente em  Estocolmo, datado de 1538 e ainda a pintura dos Cavaleiros de São João, em Utrecht, que se supõe ter sido pintada por volta de 1541, e um quadro de dois peregrinos, em Berlim, datado de 1544, junto a um retrato de uma mulher desconhecida, da galeria Lille, todos possivelmente integrando os seus mais antigos trabalhos, embora a autoria destes ainda não tenha sido provada.

## Inicio da Fama
Em 1547 tornou-se membro da venerável Guilda de São Lucas, na Antuérpia, e logo depois (cerca de 1548) chamou a atenção do Cardeal Granvelle, Bispo de Arras, que tornou-se seu protetor, e apresentou-o ao Imperador Carlos I.
Dos retratos executados durante o começo do mecenato de Granvelle, dois são especialmente notáveis: o do próprio bispo (hoje na Galeria Imperial, de Viena) e o de Fernando Álvarez de Toledo y Pimentel, terceiro Duque de Alba, que hoje pertencente à Sociedade Hispânica da América.
Entre 1549 e 1550 o príncipe Filipe II de Espanha ( 1527-1598 ) viajou ao redor da Holanda para apresentar-se como o futuro governante, e António Mouro pintou o seu retrato em Bruxelas em 1549.
Ele possivelmente visitou a Itália, primeiro em 1550, pois há notícias suas ali, onde teria copiado alguns trabalhos de Ticiano, nomeadamente a Dânae.

## Portugal
Em meados de 1550, António Mouro partiu para Lisboa, com uma comissão de Maria de Habsburgo para retratar o ramo da família real Portuguesa, durante a viagem António provavelmente parou em Valladolid, onde mais tarde no regresso a casa, pintou os retratos de Maximiliano II e da sua esposa Maria da Espanha, e ainda o da sua filha Ana de Áustria, e o do filho de Filipe II, Carlos de Espanha.
Em Lisboa, retratou o rei de Portugal D. João III, a rainha D. Catarina , o Príncipe João e a futura esposa de Filipe II, a princesa Maria de Portugal. Pouco mais se sabe sobre a sua estadia em Portugal , mas ele estava definitivamente de volta, em Bruxelas, em novembro 1553.

## Inglaterra
Após a súbita morte do rei da Inglaterra, Eduardo VI , em julho de 1553, o rei espanhol Carlos I viu a possibilidade de uma aliança entre Espanha e Inglaterra. A princesa Maria havia morrido e o casamento com Filipe II tinha acabado, novas negociações foram iniciadas para uma união com a sucessora ao trono Inglês, Maria I.
Durante estas negociações, António foi enviado à Inglaterra para pintar um retrato de Maria I, mas a data exata da pintura é desconhecida. Este retrato foi muito apreciado na Inglaterra, e António fez pelo menos três versões, deste que se tornou no retrato mais a semelhança da rainha e que está atualmente no Museu do Prado em Madrid. A 20 de dezembro 1553, Filipe II nomeou oficialmente António como pintor em seu serviço.

## Bruxelas/Utrecht
Em outubro de 1555, Carlos I abdicou do trono. Durante as festividades e cerimônias que cercaram a coroação de seu filho Filipe II, rei da Espanha, António Mouro terá recebido muitas encomendas para pinturas, infelizmente, muitas dessas pinturas estão perdidas ou só se conhecem através de cópias.
António foi muito produtivo após a ascensão de Filipe II, ao trono, e produziu alguns dos seus mais importantes retratos neste período, como o retrato do príncipe Guilherme I de Orange (o Silencioso) (1555), o retrato de Alessandro Farnese (1557), e um novo retrato de Filipe II.
Outras obras importantes deste período incluem o retrato de Jane Dormer (1558), os retratos de Jean Lecocq e da sua esposa (1559), e o retrato de Jan van Scorel (1559), que originalmente era para ser pendurado no seu túmulo, e que agora pertence à Sociedade de Antiquários de Londres.
Após a morte de Maria I em 1558, o rei Filipe II casou-se de novo em junho de 1559 com Isabel de Valois, que António viria a retratar em 1561, retrato este que foi perdido.
Também deste período data o único autorretrato conhecido de António Mouro, agora na Galleria Uffizi, e de uma sua (suposta) esposa, agora no Prado.

## Corte Espanhola
Parece provável que António Mouro tenha acompanhado o rei Filipe II, no seu retorno à Espanha em 1559, está confirmado nas cartas, que Filipe II enviou regularmente a António, de que ele ficou na corte espanhola até ele ter partido em 1561 . Nas suas cartas, Filipe II pede a António várias vezes para retornar á corte, mas o pintor nunca respondeu aos seus pedidos.
Entre as obras que supostamente António pintou em Espanha nesta altura, estão o retrato de Joana de Áustria e o retrato do Príncipe D. Carlos. Um trabalho muito elogiado deste período é o retrato de Pejerón, o tolo do Conde de Benavente e do Duque de Alba.
Houve grande especulação sobre a razão para a saída de António da corte espanhola. De acordo com Karel van Mander, António ficou muito sigiloso com o rei e isso despertou a suspeita da Inquisição. Ele também poderá ter se assustado com o tenor cada vez mais repressivo da Contra-Reforma da corte espanhola.
O Seu aprendiz Alonso Sánchez Coello continuou a trabalhar no estilo do seu mestre, e substituiu-o como o pintor na corte espanhola.

## Regresso aos Países Baixos
No seu retorno aos Países Baixos, António provavelmente viajou para trás e para frente entre Utrecht, Antuérpia e Bruxelas.
Neste período, ele estava em contacto regular com Granvelle, e também trabalhava na corte holandesa, onde ele retratou Margarida de Parma. Depois do seu retorno, António focou-se na representação de cidadãos, especialmente de comerciantes e esposas de comerciantes na Antuérpia. Para além de retratos como estes (que incluem o Retrato de Thomas Gresham), ele também pintou artesãos, como o ourives Steven van Herwijck (1564). Estas obras são marcadamente diferentes das pinturas que António produziu para a corte, mostrando um outro lado do seu talento.
Quando Granvelle voltou para a França e os Países Baixos foram vítimas de crescente agitação social e política, António viveu em algumas dificuldades financeiras. Os seus problemas financeiros foram parcialmente resolvidos quando o duque de Alba concedeu-lhe comissões e favores. De 1568 em diante, António viveu em Antuérpia, e em 1572 ele registou-se como mestre da Guilda da Antuérpia. É possível que ele tenha visitado a Inglaterra uma outra vez em 1568, a julgar pelo Retrato de um nobre com um cão e do Retrato do senhor Henry Lee, que foram atribuídos a ele. Em 1559 e 1562 Mor pintou dois retratos de Margarida de Parma. No seu caminho para a Espanha, Ana de Áustria passou algum tempo em Antuérpia, onde ela foi pintada por António em 1570. O retrato de Ana foi a sua última pintura na corte. [carece de fontes?]
Pouco se sabe sobre a vida e a carreira de António depois de 1570. É provável que ele tenha perdido o costume, talvez como resultado da concorrência por pintores como Adriaen Thomasz Key, Frans Pourbus, o Velho (1545-1581) e Frans Floris (1519/20-1570). O último retrato atribuído a António é o retrato de Hubertus Goltzius, datado de 1576. Perto do fim de sua vida, António focou-se em pinturas de natureza religiosa e mitológica, mas neste campo de trabalho ele nunca atingiria o seu sucesso anterior como um retratista. O último documento que se refere a ele foi um emitido em Antuérpia em 1573. Ele provavelmente morreu ali pouco depois.

## Antologia
- Retrato de Filipe II (c. 1549-1550) - óleo sobre madeira, 107.5 x 83.3 cm, Museus de Belas Artes de Bilbao
- Cardeal Granvelle Dwarf com um cachorro (1549-1553) - óleo sobre tela, 126 x 92 cm, Museu do Louvre, Paris
- Retrato de homem (c. 1550) - óleo sobre tela, 100 x 80 cm, Museu do Louvre, Paris
- Retrato de Giovanni Battista di Castaldo (c. 1550) - painel a óleo, 107.6 x 82.2 cm, Museu Thyssen-Bornemisza, Madrid
- Retrato de Maria I da Inglaterra (1554) - painel a óleo, 8.6 x 6.4 cm, National Portrait Gallery, London
- Retrato de um Homem (c. 1560) - óleo sobre madeira, 97.8 x 71.2 cm, National Gallery of Canada, Ottawa
- Retrato de Homem com Armadura (1558) - óleo sobre tela, John Paul Getty Museum
- Retrato de um Rapaz (1558) - painel a óleo, 97.5 x 69.9 cm, National Gallery of Art, Washington
- Retrato de uma Dama (c. 1560) - óleo sobre madeira, 116.8 x 86.9 cm, National Gallery of Canada, Ottawa
- Retrato de  Philipp de Montmorency (c. 1560) - painel a óleo, Rijksmuseum, Amsterdam
- Retrato de Filipe II (c. 1560) - óleo sobre madeira, 99 x 73 cm, Rijksmuseum, Amsterdam
- Retrato de  Sir Gresham (1560-1565) - painel a óleo, 90 x 75.5 cm, Rijksmuseum, Amsterdam
- Retrato de Philipp de Montmorency (1562) - painel a óleo, Rijksmuseum, Amsterdam
- Retrato de  Lady Gresham (1565-1565) - óleo sobre madeira, Rijksmuseum, Amsterdam
- Retrato de um homem (1560-1577) - óleo sobre madeira, 49.5 x 40.6 cm, National Gallery (Londres)
- Retrato de  Sir Henry Lee (1568) - painel a óleo, 64.1 x 53.3 cm, National Portrait Gallery, London
- Retrato de um cavalheiro (1569) - óleo sobre tela, 119.7 x 88.3 cm, National Gallery of Art, Washington
- Retrato de Goltzius (c. 1570) - óleo sobre madeira, 66 x 50 cm, [Museus Reais de Belas-Artes da Bélgica]]
- Retrato de um cavalheiro (c. 1570) - painel a óleo, 122 x 98.5 cm, North Carolina Museum of Art
- Retrato de Maria I da Inglaterra - óleo sobre madeira, 109 x 84 cm, Museo del Prado, Madrid
- Retrato de uma senhora - painel em óleo sobre madeira, 107 x 72.1 cm, National Gallery of Victoria
- Retrato de Margaret de Parma - painel a óleo transferido para tela, 97.8 x 71.7 cm, Philadelphia Museum of Art

### Galeria

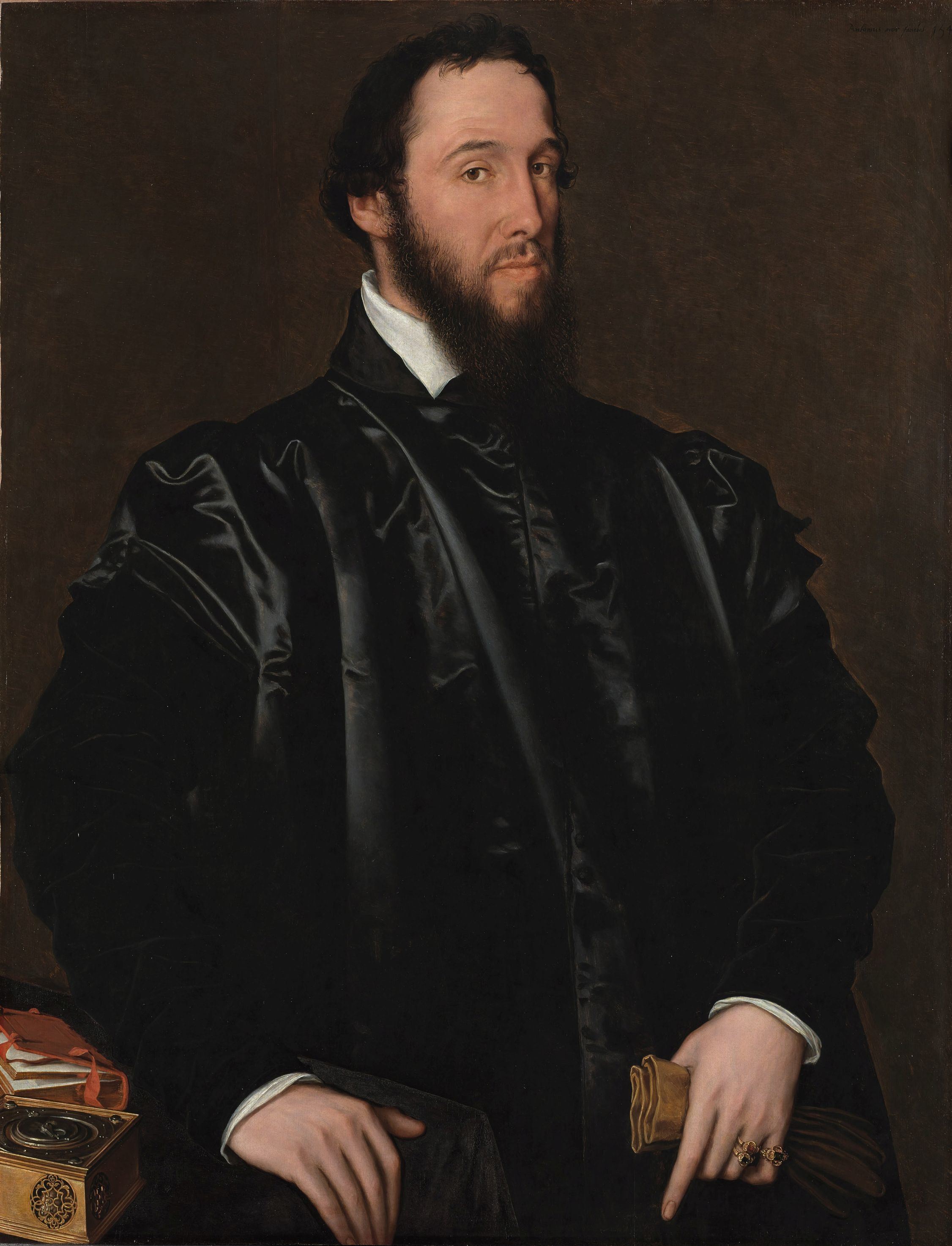
Retrato de Granvelle.
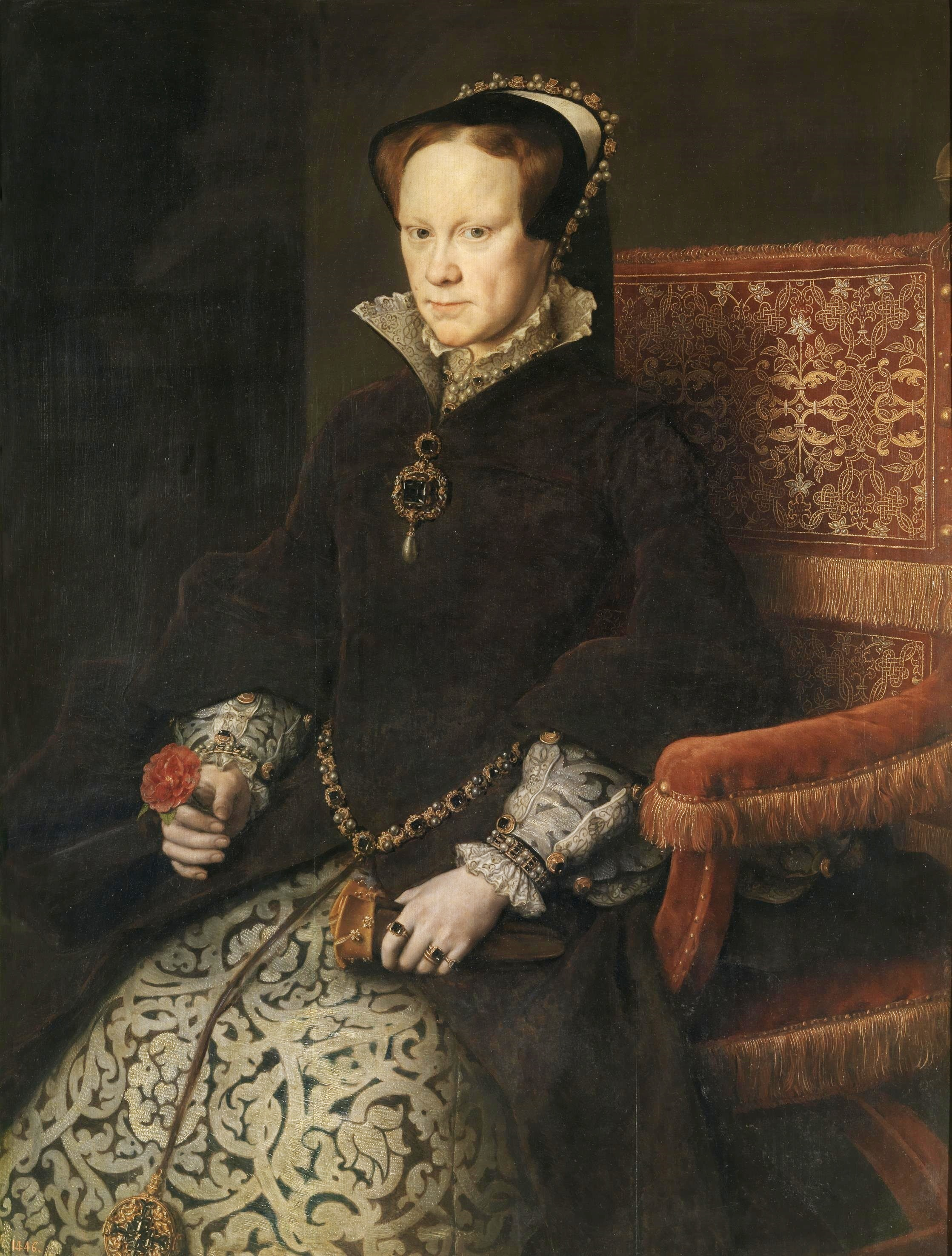
Retrato da Rainha Maria I da Inglaterra, 1554.
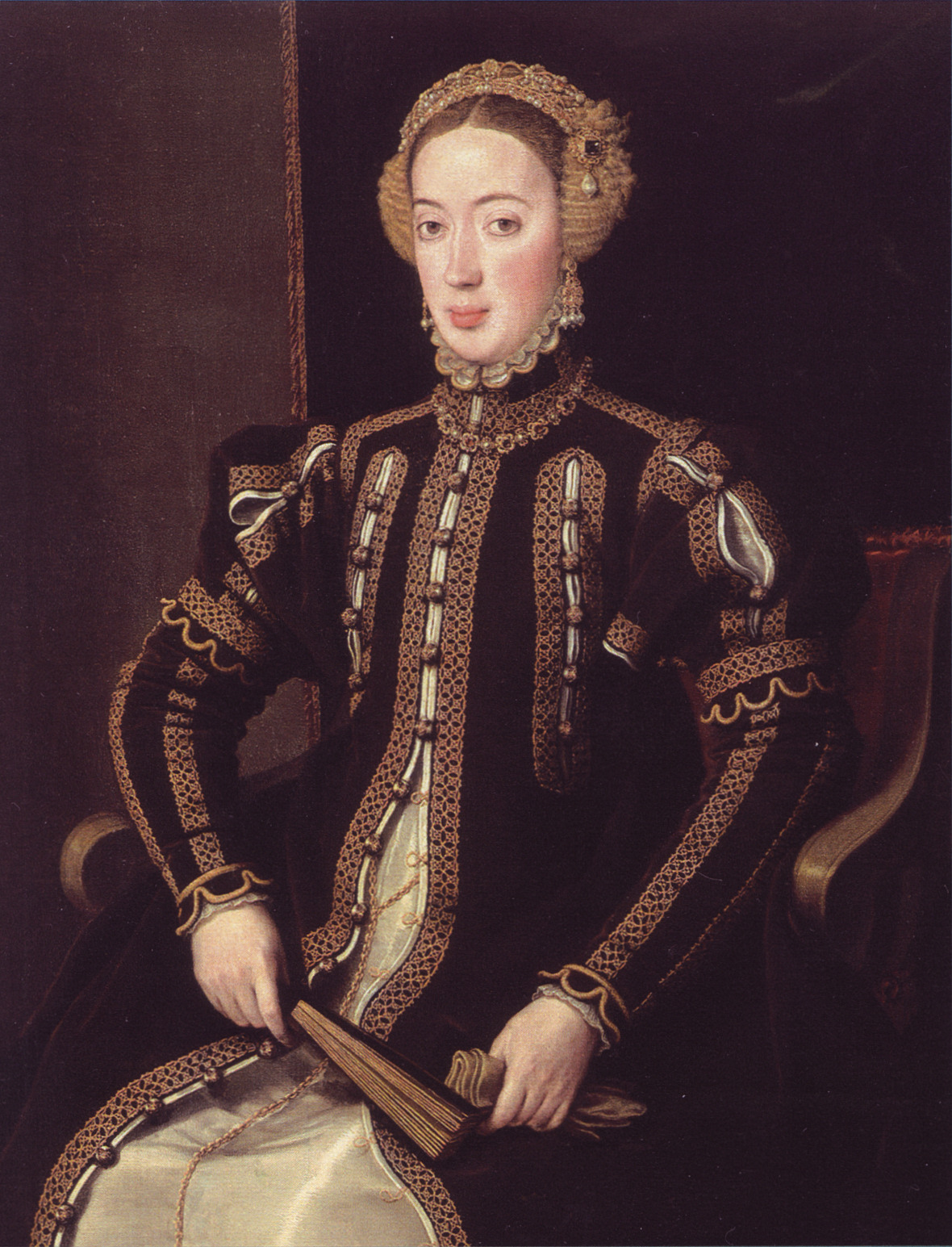
Maria de Portugal, Duquesa de Viseu
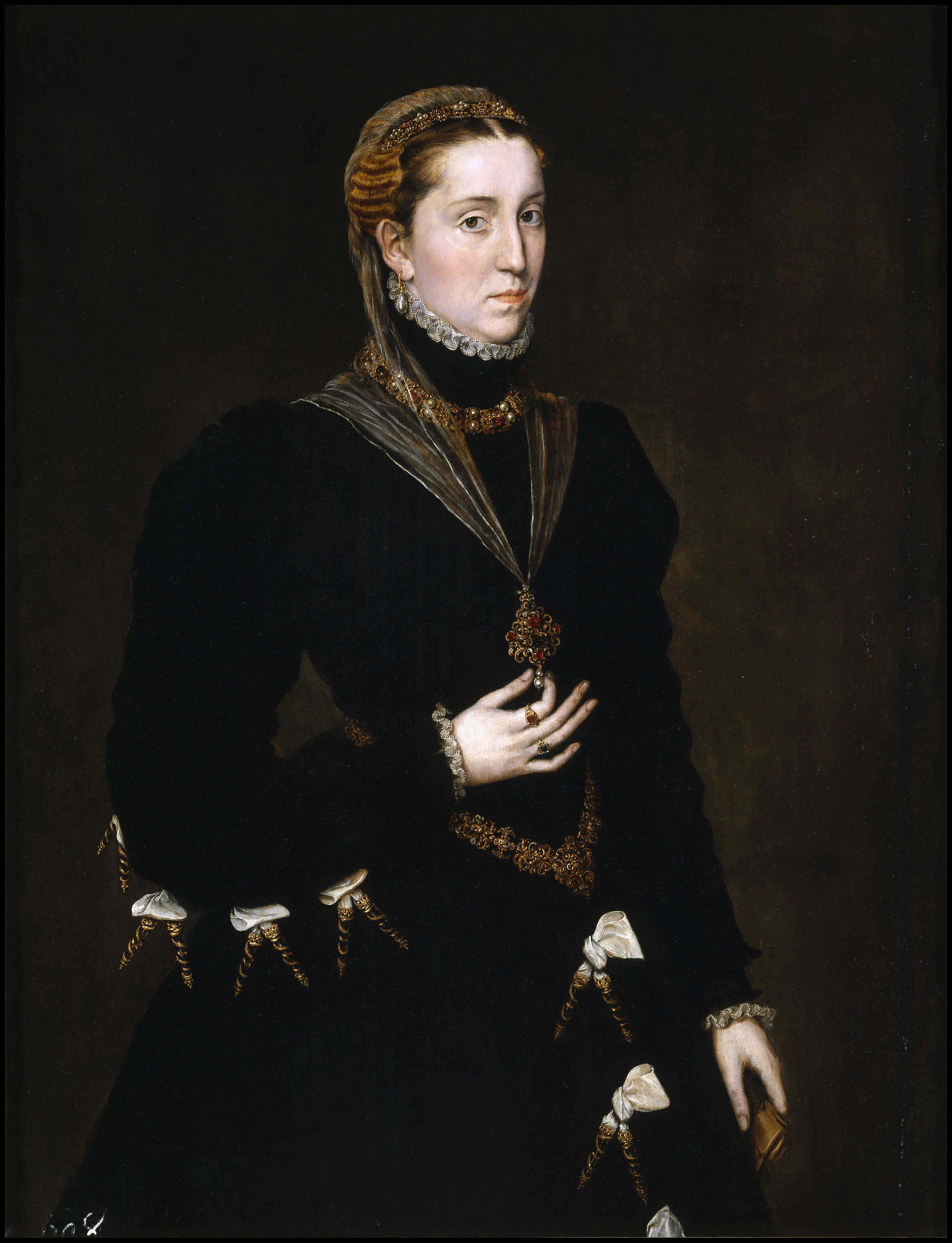
Maria Manuela Princesa de Portugal
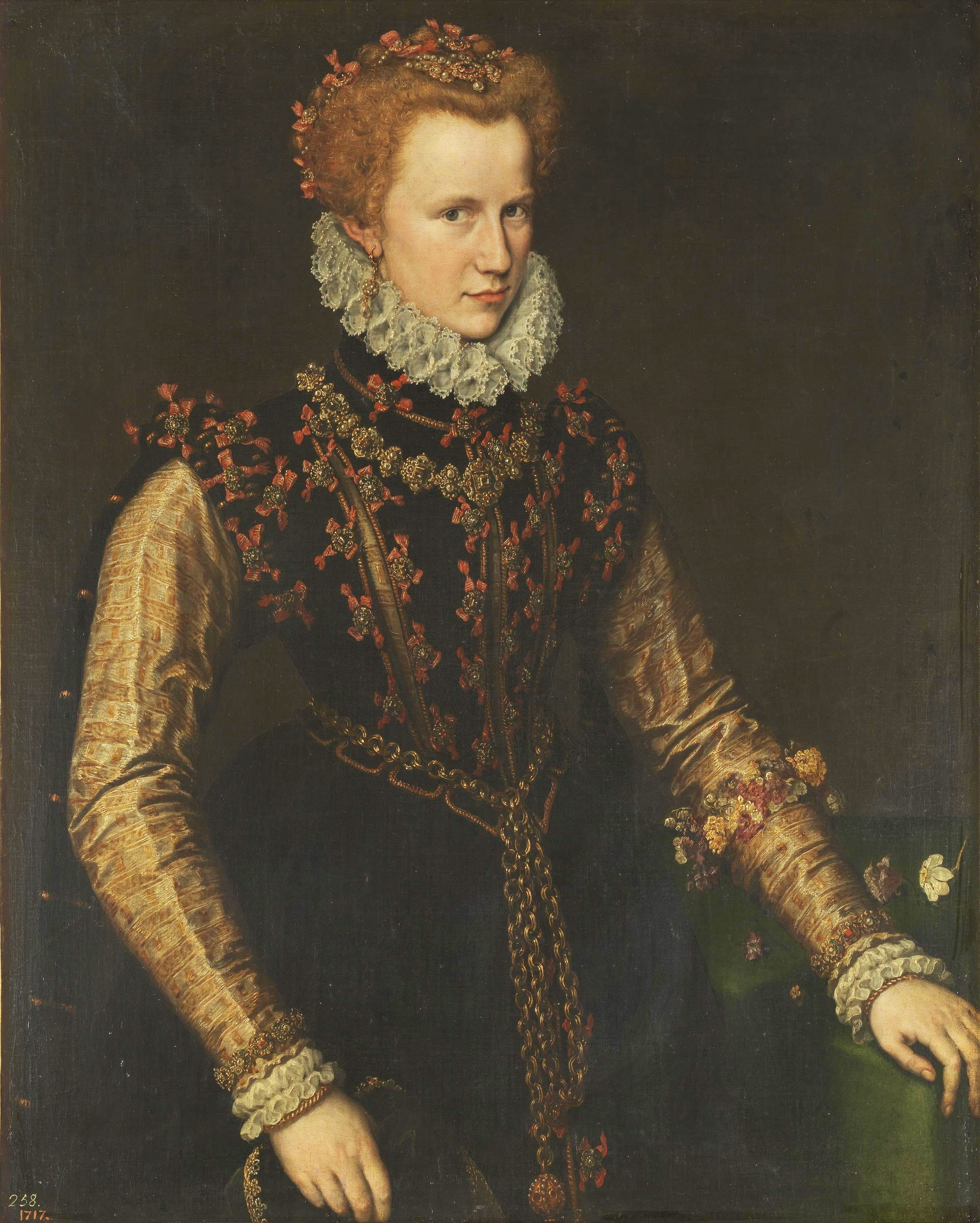
Jane Dormer.
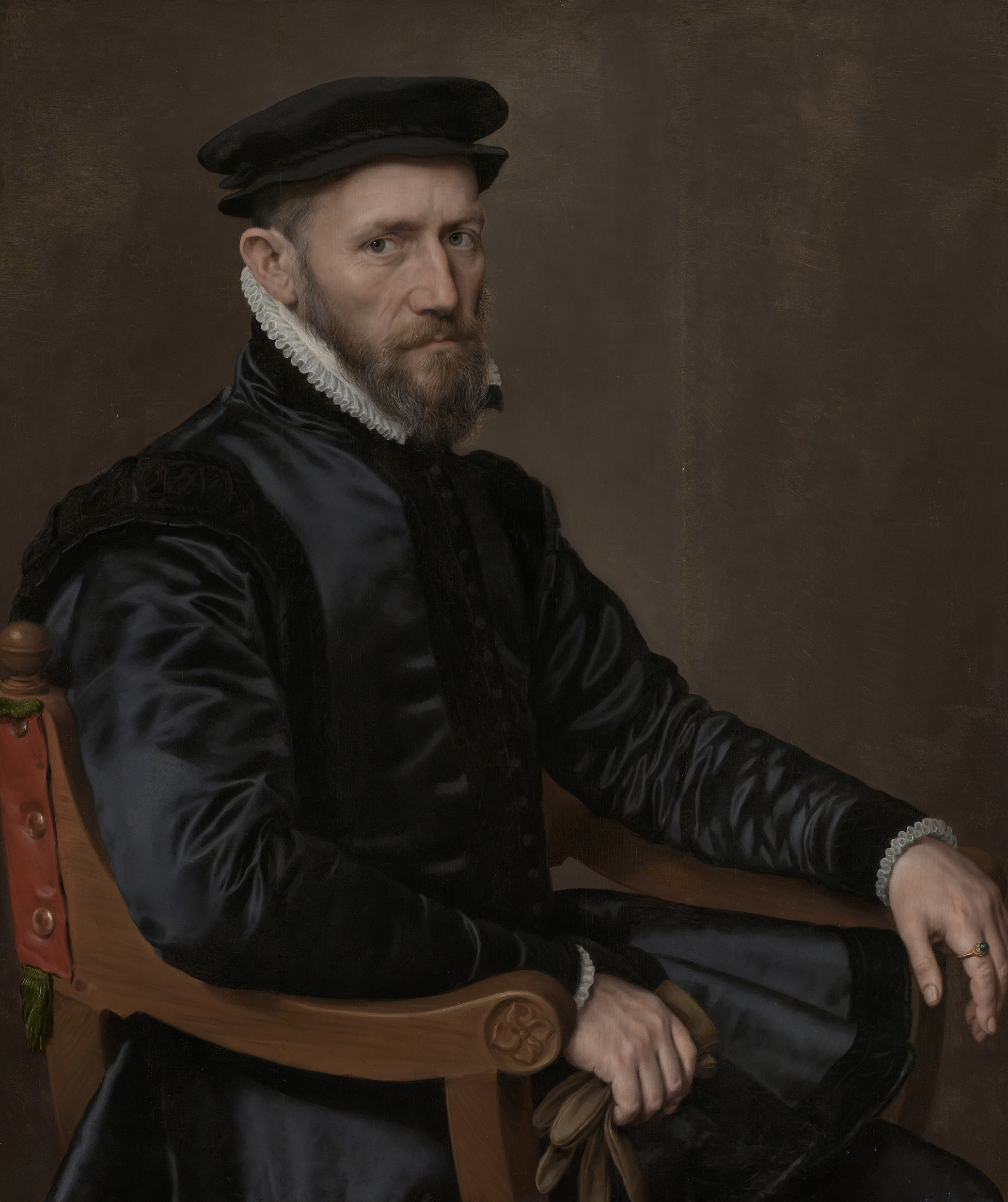
Retrato de Thomas Gresham.
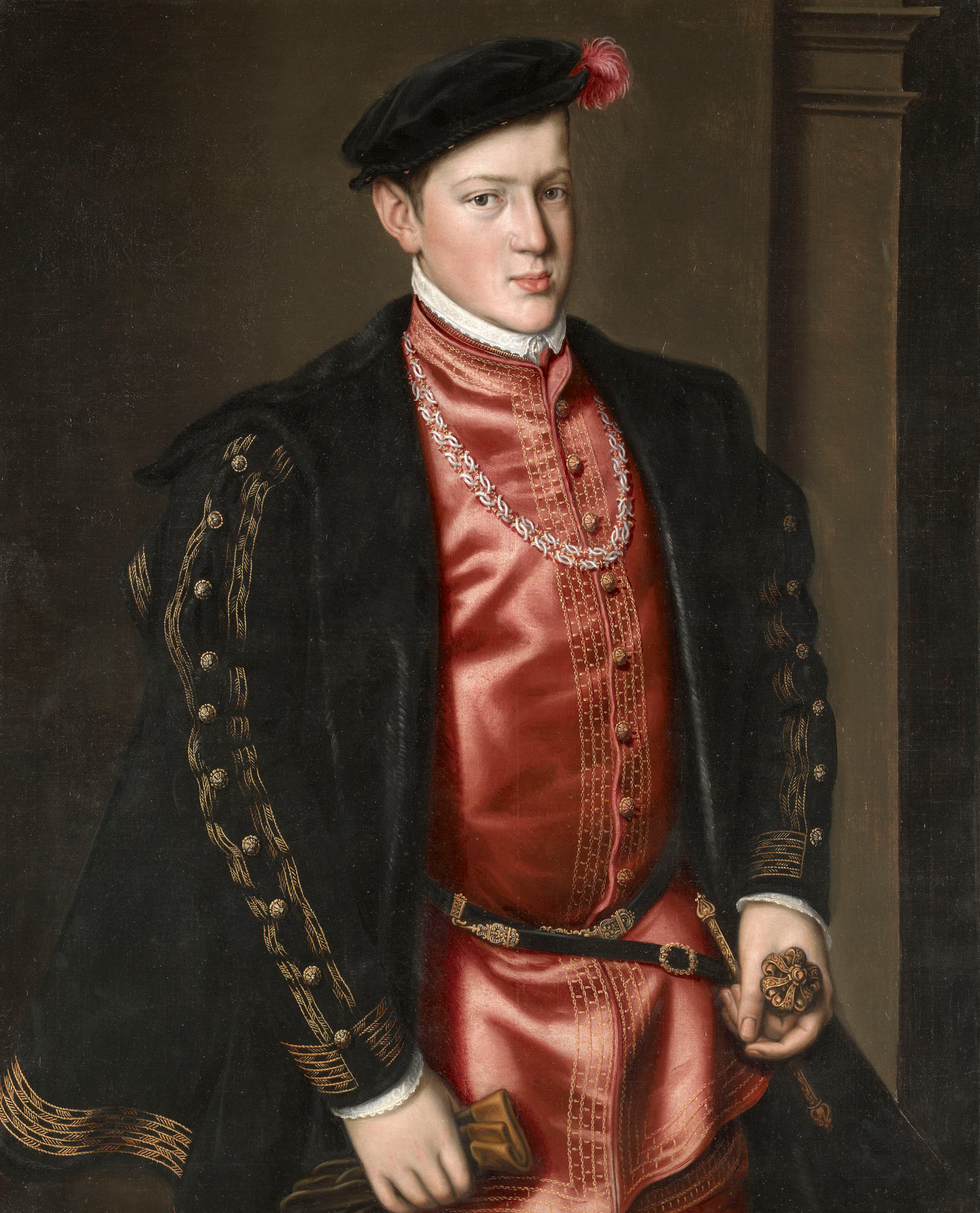
Príncipe D. João
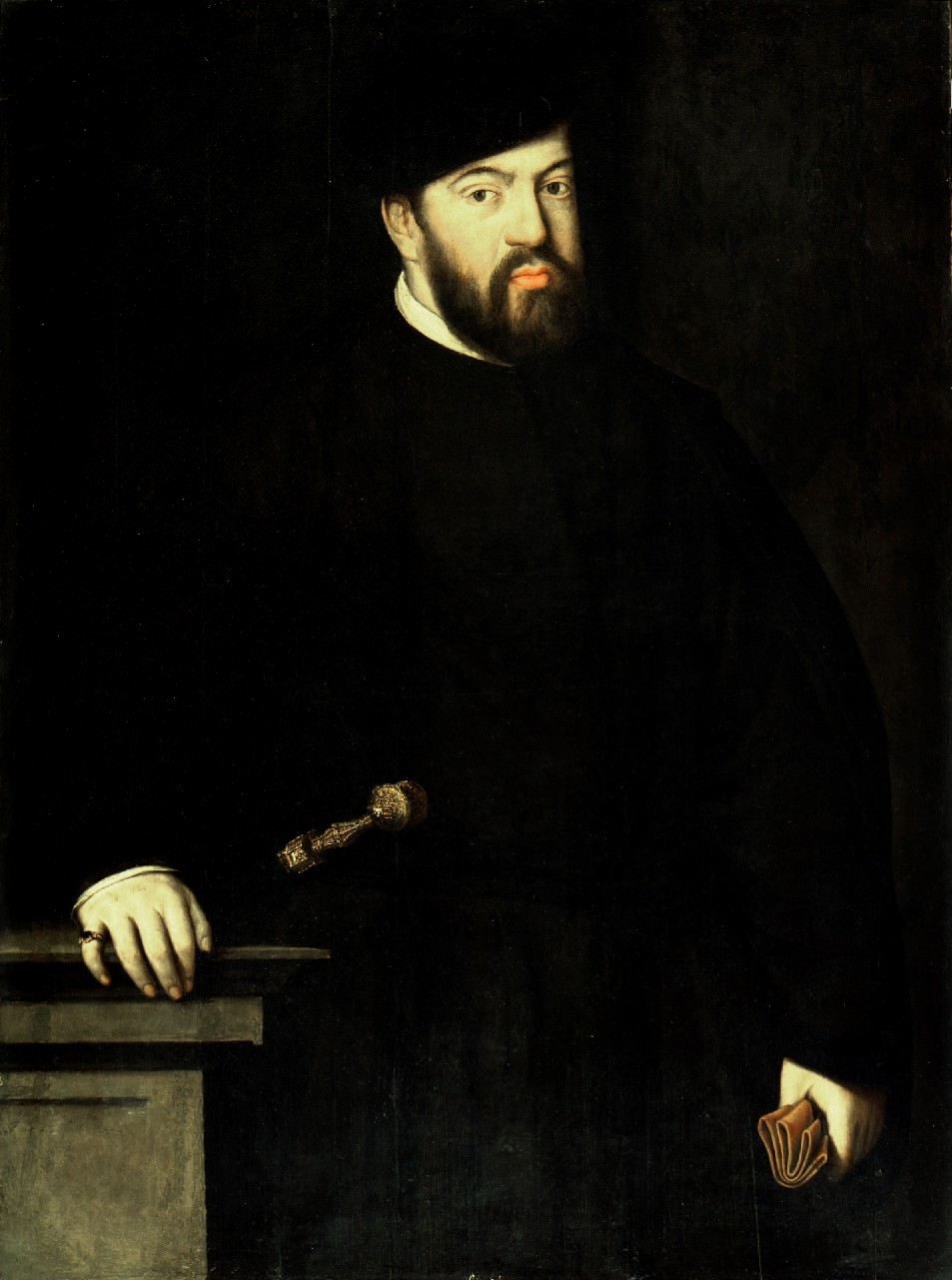
João III de Portugal
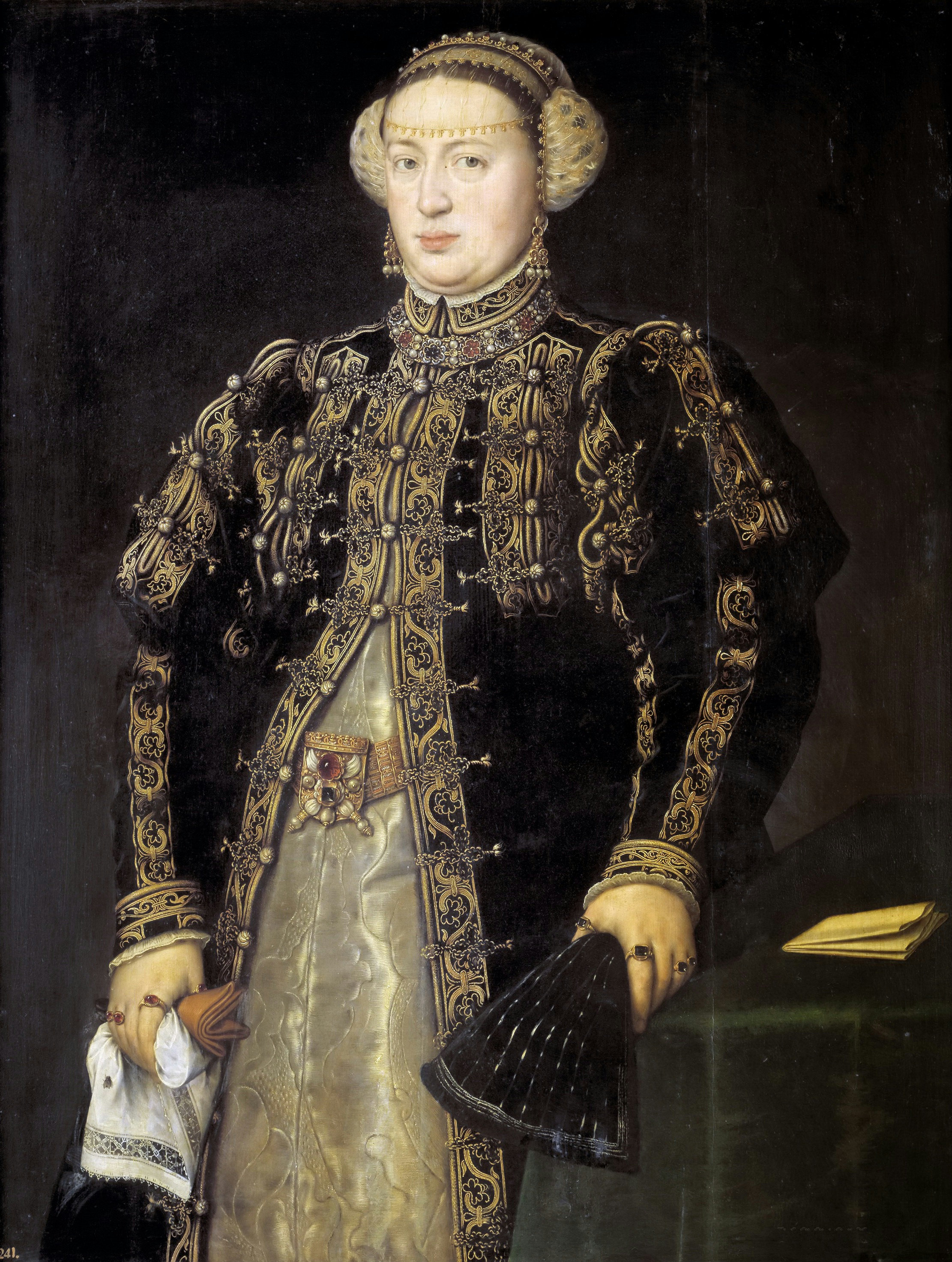
D. Catarina de Áustria
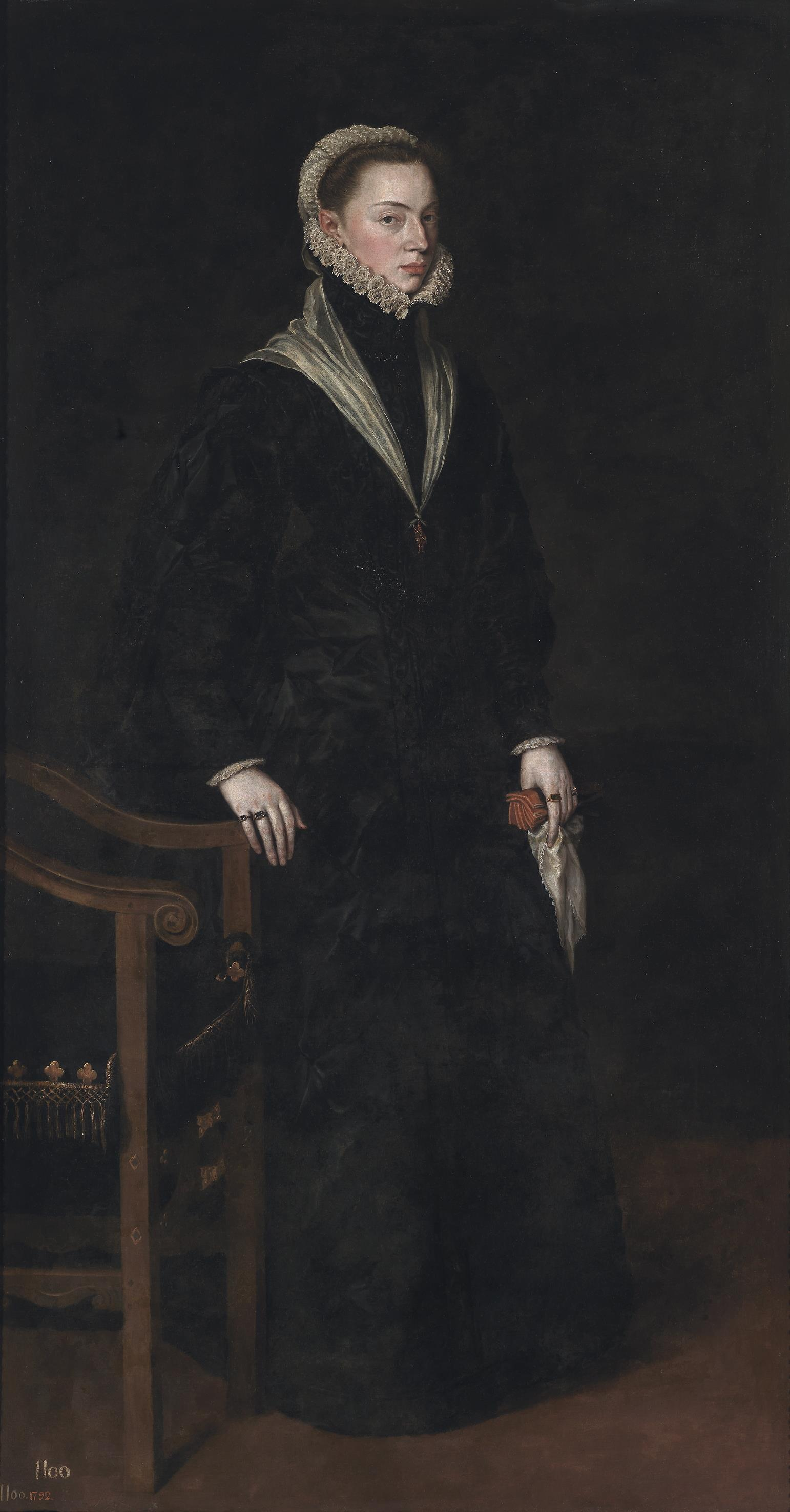
Joana de Áustria, Princesa de Portugal
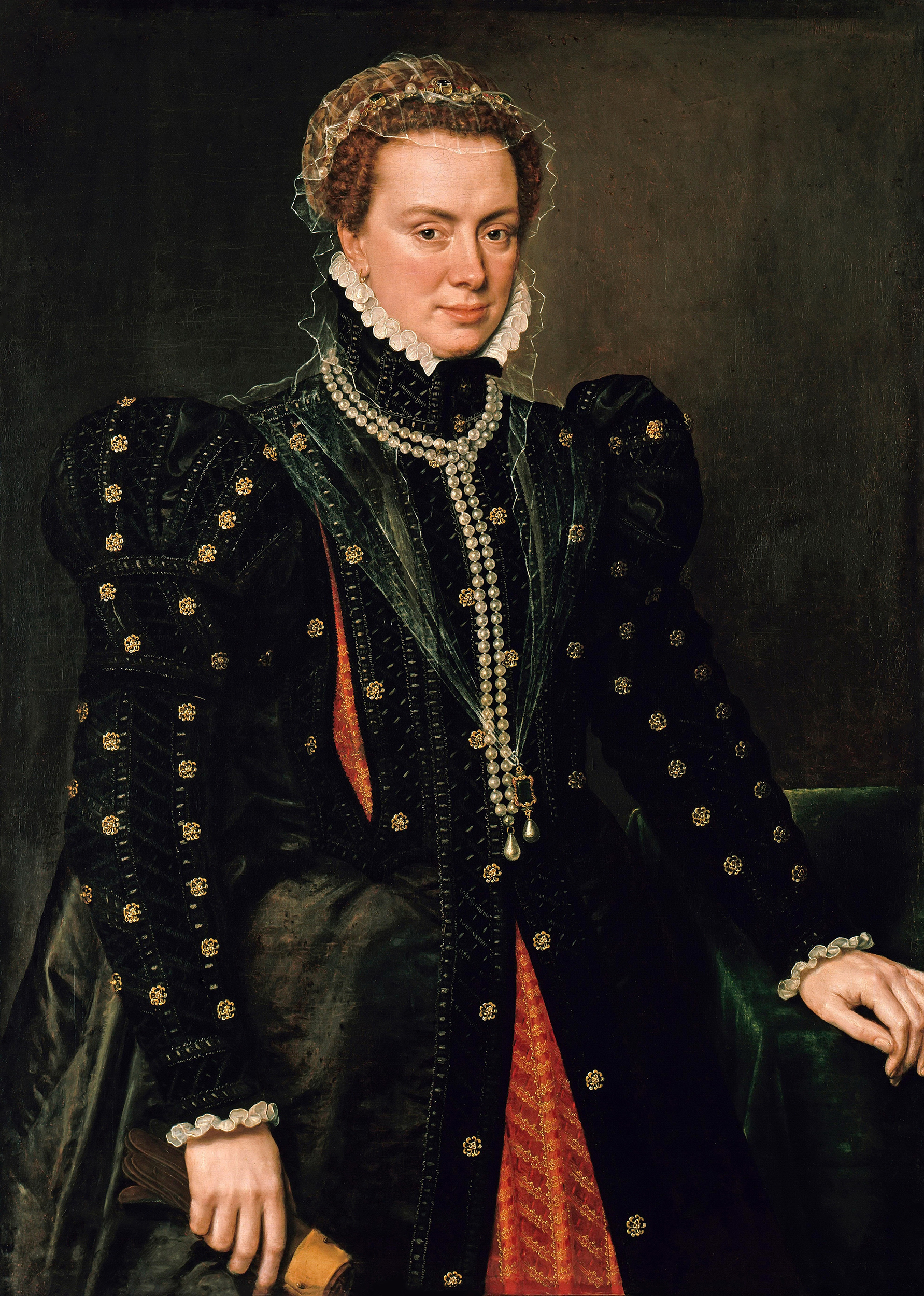
Margarida de Parma
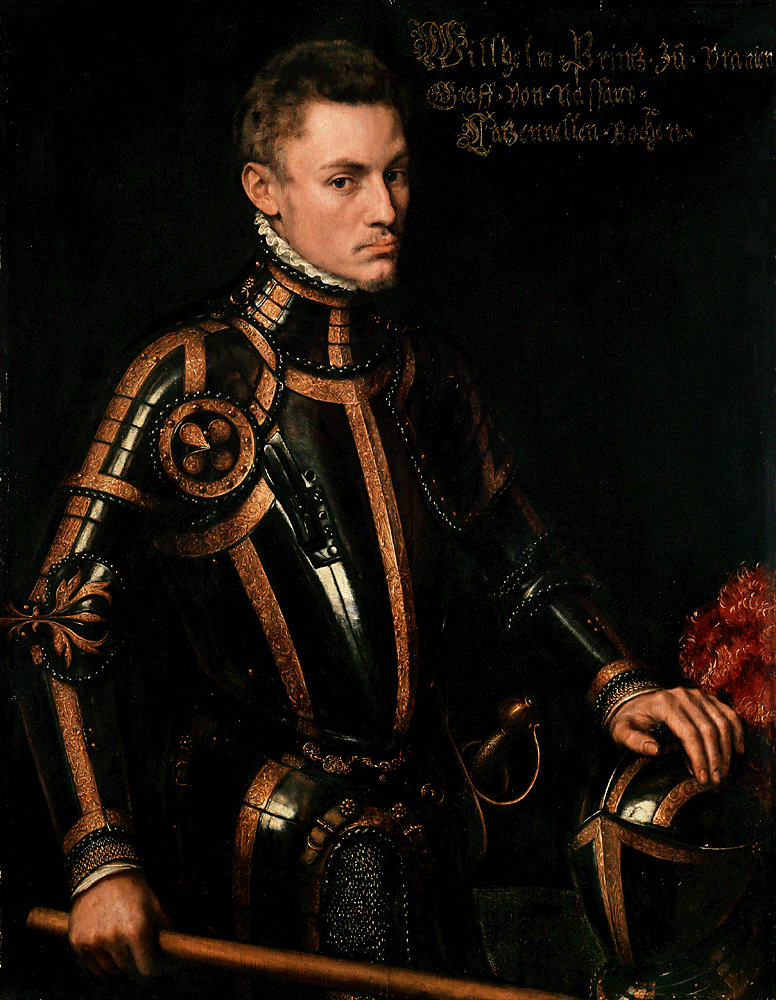
Guilherme I, Príncipe de Orange